# Mycocepurus tardus
Mycocepurus tardus is een mierensoort uit de onderfamilie van de Myrmicinae. De wetenschappelijke naam van de soort is voor het eerst geldig gepubliceerd in 1940 door Weber.